# Margao
Margao (Konkani/Marathi: मडगांव, Maḍgāṃv; auch Madgaon, Margaon und Margão) ist die zweitgrößte Stadt des indischen Bundesstaates Goa und Verwaltungssitz des Distrikts South Goa sowie des Taluks Salcete. Der Ort hat etwa 88.000 Einwohner (Zensus 2011).

## Verkehr
Margao besitzt den wichtigsten Bahnhof in Goa und liegt an der Konkan Railway von Mumbai nach Kerala. Vom Bahnhof bis in die Stadt wurde eine 10,5 km lange Skybus-Linie geplant, die als Versuchsstrecke für ein ähnliches System in Mumbai dienen sollte. Nach einem Unfall mit einem Toten am 25. September 2004 wurde das Projekt jedoch bereits nach dem Bau eines 1,6 km langen Abschnitts auf Eis gelegt.

## Tourismus
Touristisch hat Margao nur wenig zu bieten und dient lediglich als Durchgangsort für die Strände im Süden. Es bestehen zahlreiche Busverbindungen nach Panaji.

## Sport
Margao besitzt mit dem Fatorda-Stadion (Kapazität: 35.000) das größte Stadion in Goa und ist Heimstatt zahlreicher Fußballvereine in der höchsten indischen Fußballliga:
- Dempo Sports Club
- Salgaocar Sports Club
- Sporting Clube de Goa
- Fransa-Pax Football Club
- Churchill Brothers SC

## Persönlichkeiten
- Fortunato da Veiga Coutinho (1920–1967), römisch-katholischer Geistlicher, Bischof von Belgaum